# Бокау
Бокау (нем. Bockau) — община в Германии, в земле Саксония. Подчиняется административному округу Кемниц. Входит в состав района Рудные Горы (район Германии). Население составляет 2467 человек (на 31 декабря 2010 года). Занимает площадь 19,15 км².